# Бродвеј (Вирџинија)
Бродвеј (Вирџинија) (енгл. Broadway) град је у америчкој савезној држави Вирџинија. По попису становништва из 2010. у њему је живело 3.691 становника.

## Демографија
Према попису становништва из 2010. у граду је живело 3.691 становника, што је 1.499 (68,4%) становника више него 2000. године.
| Група             | 2000.         | 2010.         |
| Белци             | 2.089 (95,3%) | 3.339 (90,5%) |
| Афроамериканци    | 14 (0,6%)     | 37 (1,0%)     |
| Азијати           | 15 (0,7%)     | 24 (0,7%)     |
| Хиспаноамериканци | 67 (3,1%)     | 236 (6,4%)    |
| Укупно            | 2.192         | 3.691         |